# San Isidro las Huertas
San Isidro las Huertas är en ort i Mexiko.   Den ligger i kommunen San Cristobal De Casas och delstaten Chiapas, i den sydöstra delen av landet, 800 km öster om huvudstaden Mexico City. San Isidro las Huertas ligger 2 373 meter över havet och antalet invånare är 120.
Terrängen runt San Isidro las Huertas är huvudsakligen kuperad, men åt sydväst är den bergig. Runt San Isidro las Huertas är det ganska tätbefolkat, med 90 invånare per kvadratkilometer. Närmaste större samhälle är San Cristóbal de las Casas, 12,4 km väster om San Isidro las Huertas. I omgivningarna runt San Isidro las Huertas växer huvudsakligen savannskog.